# Lecanora dovrensis
Lecanora dovrensis är en lavart som beskrevs av Johan Teodor Hedlund. Lecanora dovrensis ingår i släktet Lecanora, och familjen Lecanoraceae. Arten har ej påträffats i Sverige.